# Chiesa di San Pier Maggiore (Firenze)

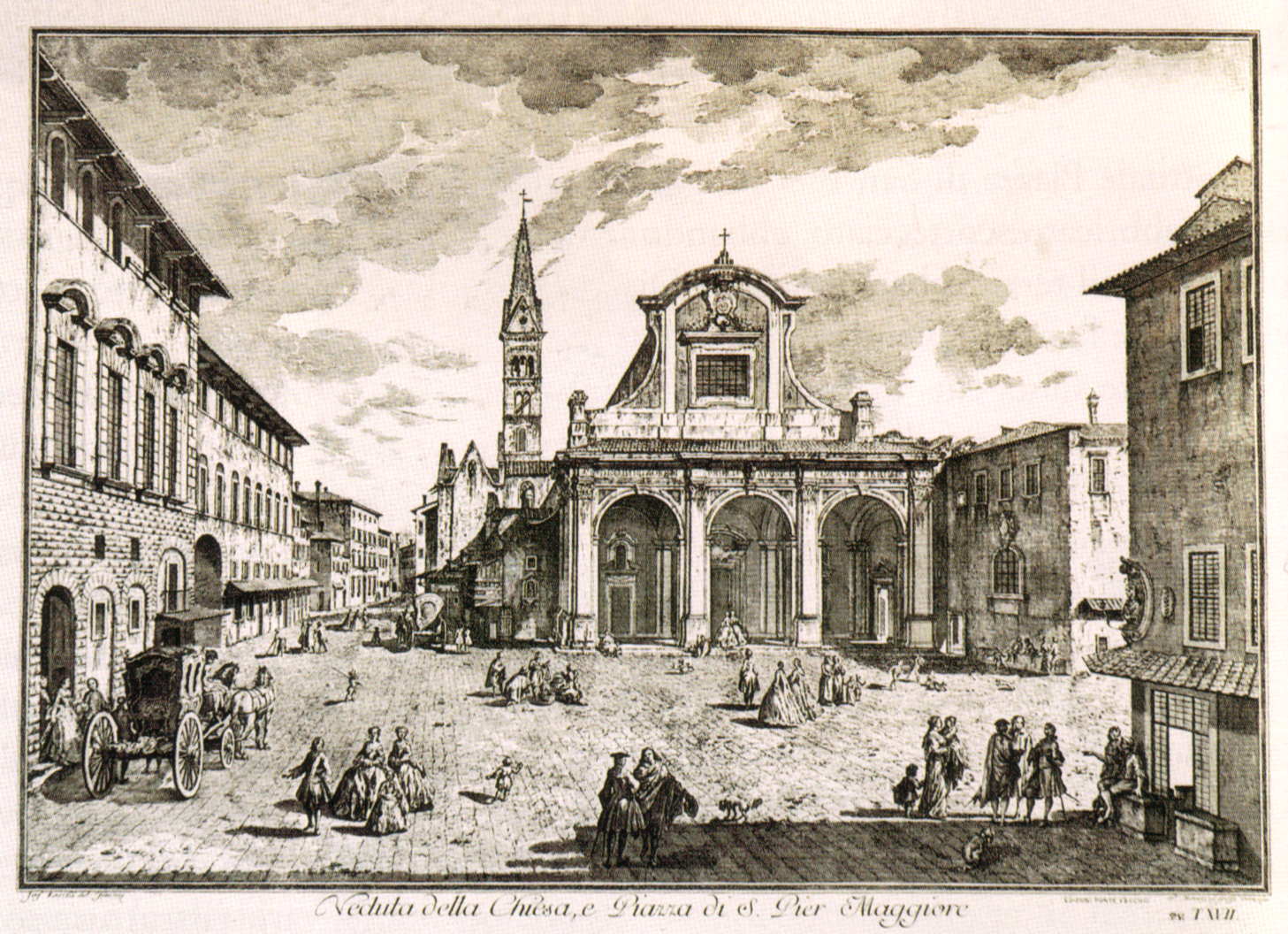
Giuseppe Zocchi, veduta della chiesa di San Pier Maggiore (1744)

La chiesa di San Pier Maggiore si trovava a Firenze, affacciata sulla piazza omonima dedicata a san Pier Maggiore.

## Storia
Qui sorgeva un monastero femminile benedettino, consacrato nel 1067 (quindi ai tempi fuori dalla cerchia muraria) e tra i più antichi della città, la cui badessa aveva il compito istituzionale di accogliere il nuovo vescovo di Firenze al suo arrivo in città. La religiosa veniva perciò chiamata, con fiorentina irriverenza, la sposa del vescovo.
L'antica chiesa romanica ebbe varie trasformazioni e nelle sue forme gotiche trecentesche è visibile nella tavola col Miracolo di san Zanobi di Ridolfo del Ghirlandaio, oggi al Museo dell'Accademia.
L'edificio era ricco di pregevoli opere d'arte (tra i nomi coinvolti alla sua decorazione ci furono  l'Orcagna, Sandro Botticelli, il Perugino, Desiderio da Settignano, Ridolfo del Ghirlandaio) e fra le personalità ivi sepolte c'erano gli artisti Luca della Robbia, Piero di Cosimo e Mariotto Albertinelli, la poetessa Alessandra Scala, il navigatore Francesco Carletti e lo scrittore Anton Francesco Grazzini.
La chiesa era stata ristrutturata grazie alla munificenza di Luca degli Albizi su progetto di Matteo Nigetti nel 1638, quando fu costruito il portico antistante la chiesa (l'unica vestigia ancora oggi superstite). La nuova forma della chiesa ci è stata tramandata grazie a una incisione di Giuseppe Zocchi (1744). 
Fu demolita nel 1783-1784 perché ritenuta pericolante: era accaduto che una colonna, che non era nemmeno portante, crollasse il 2 settembre 1783 rivelando di avere un'anima in legno circondato da lastre di pietra. Temendo che anche le altre fossero state costruite in questo modo e che fosse in pericolo la stabilità dell'intero complesso, il granduca Pietro Leopoldo ordinò l'8 luglio 1784 che chiesa e campanile (quest'ultimo apparentemente molto simile a quello dell'odierna Santa Maria Novella) fossero abbattuti, e che il monastero fosse secolarizzato (nell'ambito delle soppressioni leopoldine di quell'anno). 
Dietro questa furia demolitrice vi era il desiderio del granduca di ridurre il più possibile la presenza di istituzioni religiose in città, per cui colse l'occasione al volo per sbarazzarsi di un monastero e riorganizzare l'urbanistica dell'area. Poco dopo, nel 1785, venne promulgato ad esempio il motu proprio per la soppressione delle confraternite, uno dei primi del genere in Europa. 
Al posto della chiesa sorsero case di edilizia popolare che cancellarono l'antico splendore della zona. Sono sopravvissute solo le tre arcate del portico della facciata, due delle quali tamponate e occupate da abitazioni private. Le decorazioni e gli arredi sono confluiti in varie istituzioni fiorentine, come lo Spedale degli Innocenti o la chiesa di San Michele Visdomini.
Nel 2015 la National Gallery di Londra, in occasione di una mostra su Francesco Botticini e sul dipinto dell'Assunzione della Vergine già in San Pier Maggiore e oggi nel museo inglese, promosse uno studio teso a verificare i resti della chiesa nelle case private della zona. Il risultato di tali studi è stato reso noto tramite un video.

## Descrizione
Oggi il loggiato è un esempio particolarissimo e raro in ambito fiorentino per essersi determinato dalla trasformazione delle vestigia di un'architettura monumentale in residenza civile, peraltro umile pur inglobando elementi di carattere aulico. Con i suoi elementi monumentali in pietra serena, segna il fronte dell'edificio, definito da due volumi nati dalla tamponatura degli archi laterali e da un corpo in soprelevazione che corre sopra l'antica trabeazione, ora ridotta a sostegno di una aerea ringhiera a servizio di cinque porte finestre. 
L'arco centrale si presenta viceversa ancora aperto ma, anziché introdurre alla navata della chiesa, si apre a una via (via di San Pier Maggiore) su cui si affacciano altre abitazioni private sempre sorte dalla riduzione della chiesa e del suo monastero. Al n. 2 si troverebbe la base del campanile, in via delle Badesse si attraverserebbe il chiostro del monastero e in piazza Salvemini si vede il profilo esterno dell'antica chiesa con alcuni doccioni. Tutte le case della zona possono essere quindi datate tra la fine del Settecento e i primi dell'Ottocento. 
Per quanto riguarda invece la porzione antica si notino i quattro capitelli che coronano i pilastri del prospetto, due dei quali includenti tra le foglie d'acanto l'arme della famiglia Albizi (di nero, a due cerchi concentrici d'oro, con il capo d'argento caricato della croce di nero), a ricordare, come sancisce anche la scritta incisa sul fregio, il ruolo determinante avuto dalla famiglia nella persona di Luca degli Albizi nel rinnovamento seicentesco del complesso. Uno stemma Albizi si trova anche nella chiave di volta dell'arcata ancora aperta, e nell'edificio attiguo, un tempo canonica.
Il loggiato è stato oggetto di un intervento di restauro nel 2004.

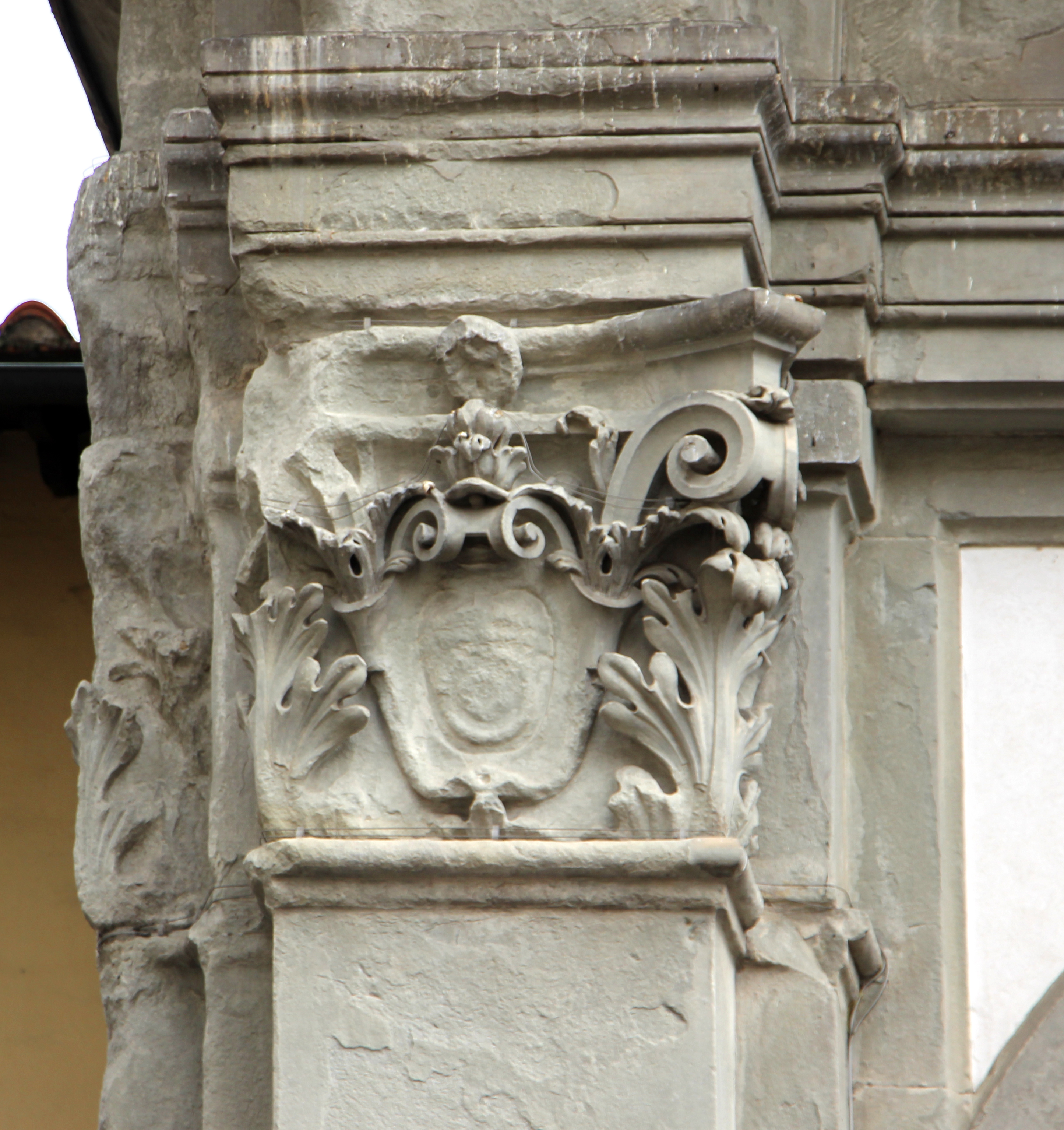
Capitello con stemma Albizi
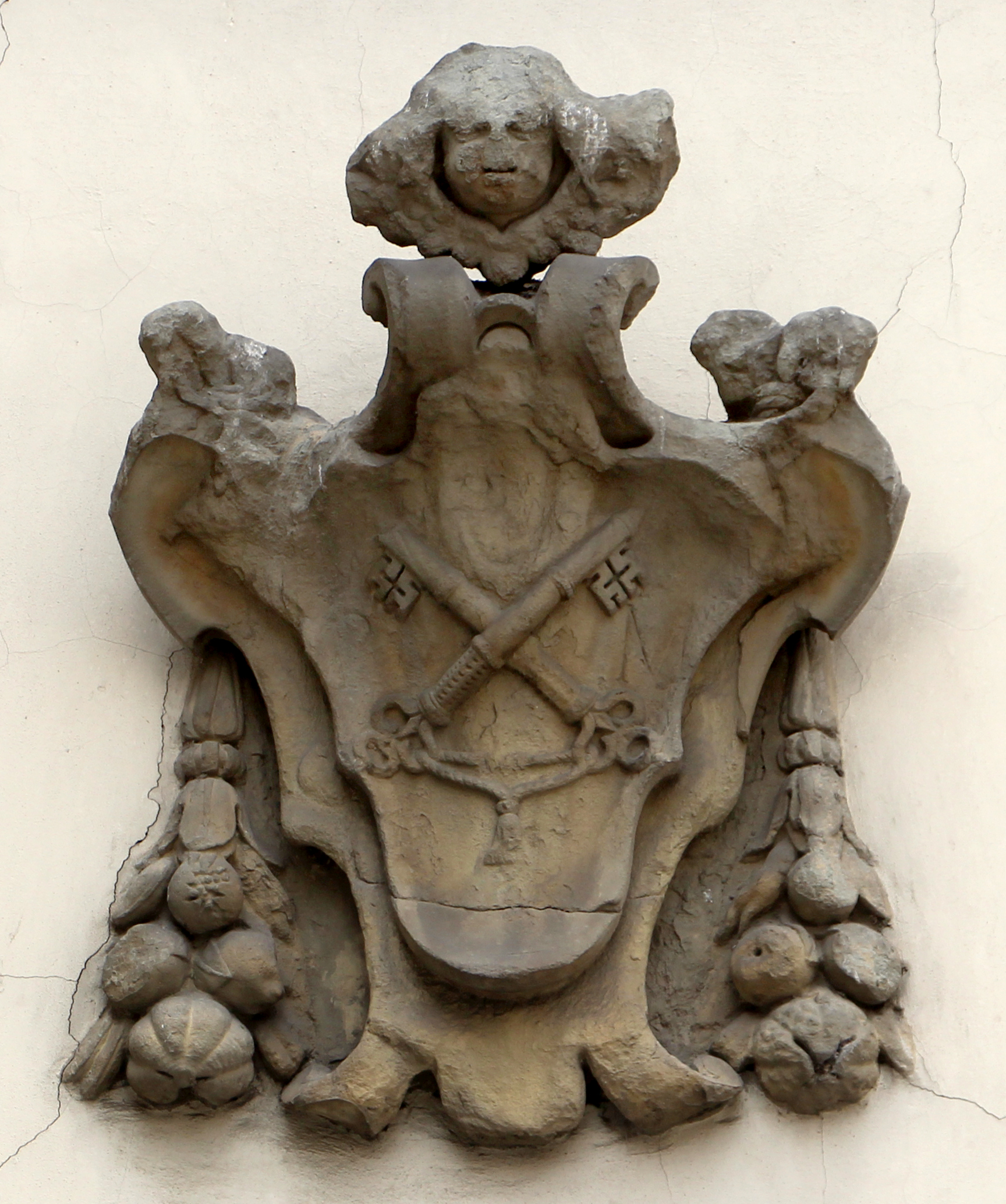
Stemma del monastero sulla porta della canonica
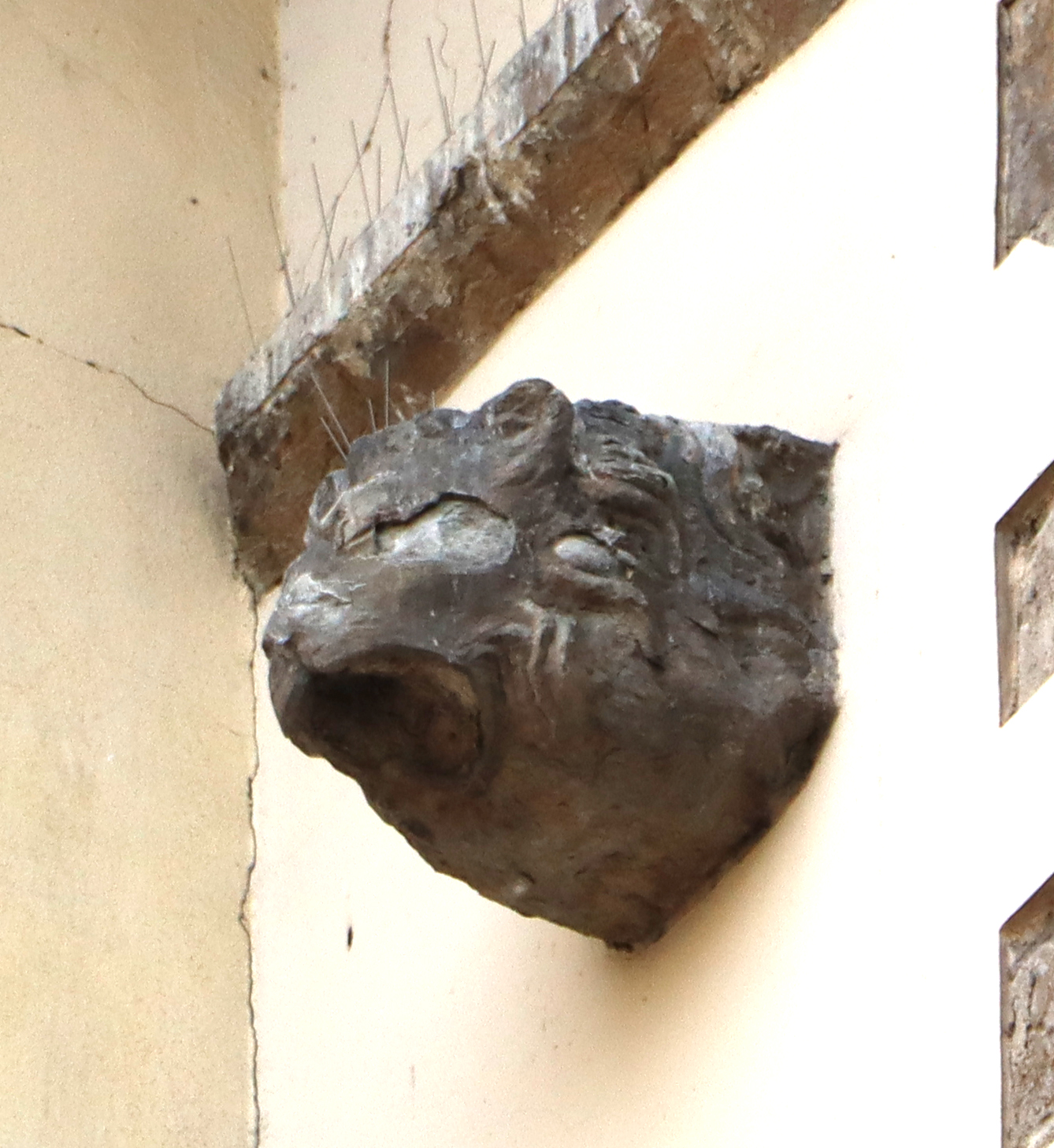
Doccione a testa di leone, su piazza Salvemini
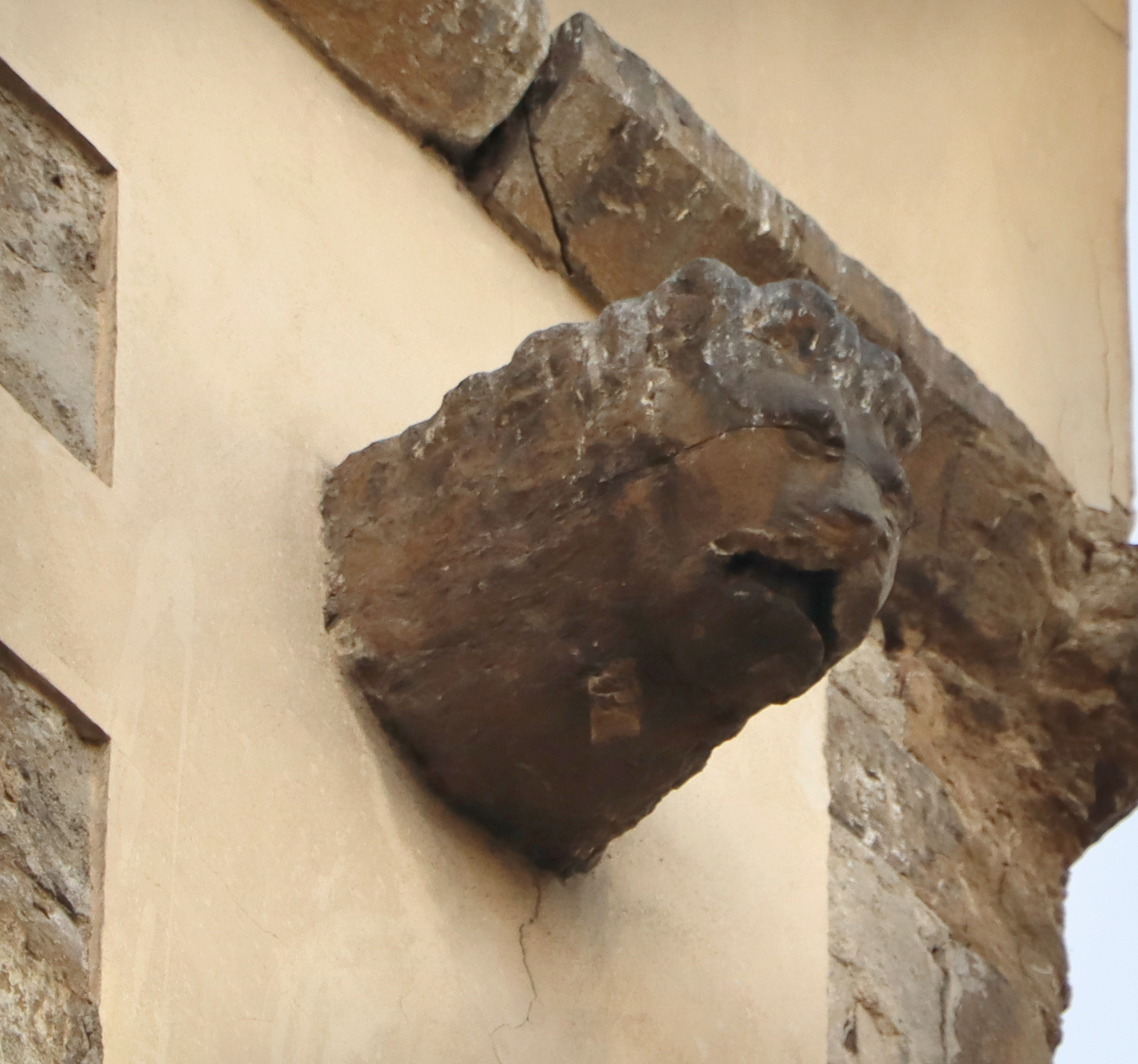
Doccione a testa di leone, su piazza Salvemini
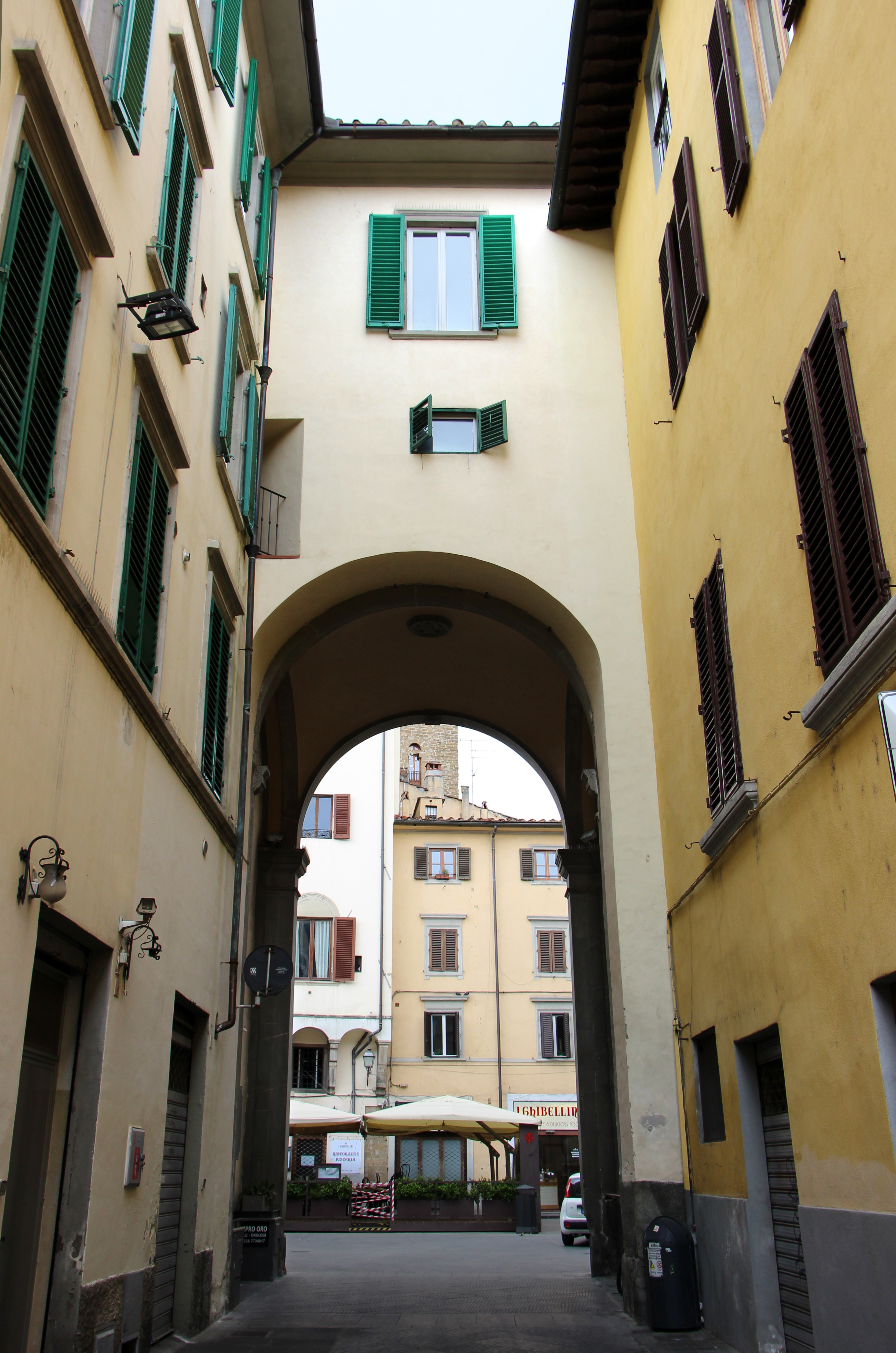
Il retro della volta di San Pietro
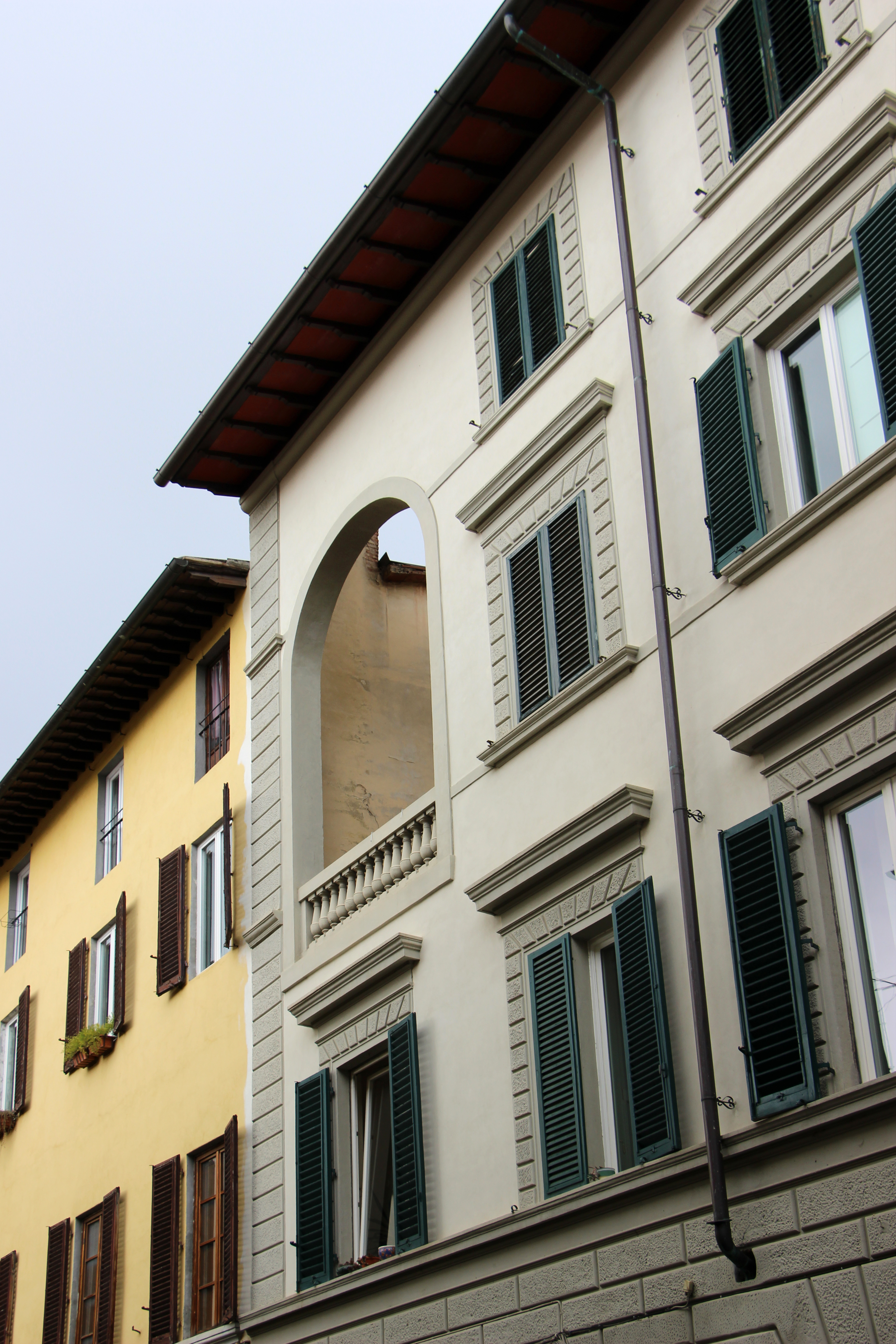
Balcone aperto, forse antica cantoria della navata della chiesa

## Confraternite
Tra le Compagnie che ebbero sede in San Pier Maggiore e nei suoi annessi c'era quella dell'Assunta di San Pier Maggiore.

## Opere già in San Pier Maggiore
- Maestro della Santa Cecilia, San Pietro in cattedra (1307) tavola ora nella chiesa dei Santi Simone e Giuda di Firenze.
- Jacopo di Cione, Incoronazione della Vergine (1370-1371 ca), polittico ora alla National Gallery di Londra.
- Francesco Botticini, Assunzione della Vergine (1475-1477) tavola ora alla National Gallery di Londra.
- Pietro Perugino, Pietà degli Albizi, (1497 ca), affresco staccato,  ora nella collezione della Cassa di Risparmio di Firenze.
- Francesco Granacci, Assunzione della Vergine, 1515 ca, ora a Sarosota (Florida, USA).
- Tommaso Manzuoli, Visitazione, 1560, ora nel Fitzwilliam Museum di Cambridge (UK).